# Трофимов, Пётр Иванович
Пётр Ива́нович Трофи́мов (5 июля 1916, г. Ленинград, СССР — 31 августа 1990, Пермь, СССР) — советский математик, профессор, заведующий кафедрой алгебры и теории чисел Томского университета, заведующий кафедрой математической логики и высшей алгебры Пермского университета (1961–1986).
В теории групп хорошо известно «число Трофимова».

## Биография
В 1936 году окончил среднюю школу в г. Ойрот-Тура.
С 1936 по 1938 год — преподаватель математики в средних школах Алтайского края.
Сентябрь 1938 — июль 1941 года — студент, ассистент физико-математического факультета Томского государственного университета; ушёл на фронт в самом начале Великой Отечественной войны.
Июль — декабрь 1941 года — курсант пехотного училища в Новосибирске. До 13 мая 1942 года на Северо-Западном фронте командовал стрелковым взводом и стрелковой ротой. По данным ресурса «Дорога памяти», служил в 144 стрелковой бригаде Сибирского, а затем Ленинградскоговоенного округа.
13 мая 1942 года был тяжело ранен и до июля 1943 года лечился в госпитале г. Сталинска. После ранения продолжил обучение на физико-математическом факультете Томского государственного университета, окончив его в 1945 году.
С сентября 1945 по июнь 1961 года работал в Томском университете ассистентом, доцентом, затем — заведующим кафедрой алгебры и теории чисел. В 1950 году защитил кандидатскую диссертацию «Влияние числа классов неинвариантных подгрупп на свойства конечной группы». В 1952 году ему было присвоено звание доцента.
В 1961 году возглавил и по 1986 год был заведующим  кафедрой высшей алгебры и геометрии (позже — кафедры математической логики и высшей алгебры) механико-математического факультета Пермского государственного университета, где читал общий курс и ряд специальных курсов по математической логике. Во время работы в университете ему было присвоено звание профессора.

## Научная деятельность
Научные интересы П. И. Трофимова относятся к теории групп и математической логике.
Уже в Томском университете П. И. Трофимов занимался теорией групп. Он рассмотрел группы, у которых всякие два элемента, перестановочные с третьим, перестановочны между собой, исследовал зависимость между числом всех классов неинвариантных подгрупп конечной группы и числом всех различных простых делителей порядка группы.
Работы П. И. Трофимова, посвященные исследованию влияния количества классов сопряженных неинвариантных подгрупп на строение конечной группы, опубликованы в 1952 году в «Докладах Академии наук», в 1953 году в «Математическом сборнике». Строение конечных групп с небольшим числом классов неинвариантных подгрупп опубликовано в 1955 году в «Учёных записках Томского университета». Эти результаты обобщали известные работы О. Ю. Шмидта.
Среди учеников П. И. Трофимова томского периода — будущий доктор физико-математических наук В. А. Белоногов , получивший выдающиеся результаты в теории модулярных представлений конечных групп в Институте математики и механики УрО РАН в Екатеринбурге. Также его учеником стал там будущий профессор И. Х. Беккер, которому П. И. Трофимов предложил решить важную задачу о группах. Для некоммутативных групп она имела тривиальное решение, но представляла интерес для абелевых, то есть коммутативных групп. П. И. Трофимов выступил в качестве научного руководителя кандидатской диссертации  И. Х. Беккера, открывшего своей работой новое направление в теории абелевых групп.
За время работы П. И. Трофимова на кафедре высшей алгебры и геометрии Пермского университета встало на ноги новое научное направление – математическая логика. В связи с этим в 1976 году кафедра получила новое название — математической логики и высшей алгебры. Здесь П. И. Трофимов исследовал влияние числа классов сопряженных неинвариантных подгрупп на строение нильпотентной группы, получив ряд результатов в области математической логики и теории алгебраических систем.
В мировую алгебраическую литературу вошёл термин «число Трофимова». Число Трофимова – это наибольший общий делитель порядков классов сопряженных неинвариантных подгрупп. Оно появилось в его работе в «Сибирском математическом журнале» в 1963 году, где было доказано, что если этот наибольший общий делитель больше единицы, то он является простым числом, а группа разрешима.
Работы П. И. Трофимова остаются интересными и с точки зрения развития современной теории групп (например, в работах Э. Бельтрана и его последователей).
Среди пермских учеников П. И. Трофимова — будущий доктор физико-математических наук Л. С. Казарин и несколько кандидатов наук.

## Избранные работы
- Трофимов П. И. Транзитивно-коммутативные группы // Учен. зап. / Томск. ун-т. Томск, 1947. № 6. С. 110–116.
- Трофимов П. И. О влиянии числа всех классов неинвариантных сопряженных подгрупп на свойства конечной группы // ДАН СССР. 1952. Вып. 86. С. 1075–1076.
- Трофимов П. И. О влиянии числа всех классов неинвариантных сопряженных подгрупп на свойства конечной неспециальной группы // Математический сборник. 1953. Вып. 33(75). С. 45–72.
- Трофимов П. И. О конечных ненильпотентных групп с заданным числом классов неинвариантных подгрупп // Учен. зап. / Томск. ун-т. Томск, 1955. № 25. С. 40–42.
- Трофимов П. И. Исследование влияния на свойства конечной группы общего наибольшего делителя порядков всех её классов сопряженных силовских подгрупп // Сибирский математический журнал. 1963. Вып. 4:1. С. 236–239.
- Трофимов П. И. К теории конечных факторизуемых групп // ДАН СССР. 1966. Т. 167, №3.
- Трофимов П. И. К теории конечных неразрешимых групп. Сибирский математический журнал. 1975. Т. XVI, №2[16][18].

## Награды
Орден Отечественной войны II степени.